# Antbackgrundet
Antbackgrundet är en ö i Finland. Den ligger i sjön Larsmosjön och i kommunen Kronoby i den ekonomiska regionen  Jakobstadsregionen  och landskapet Österbotten, i den centrala delen av landet, 400 km norr om huvudstaden Helsingfors. Öns area är 1 hektar och dess största längd är 170 meter i öst-västlig riktning. I omgivningarna runt Antbackgrundet växer i huvudsak blandskog.